# Vincent Aka-Akesse
Kouadio Vincent Aka-Akesse (N'zi-Comoé, 25 ottobre 1975) è un lottatore ivoriano naturalizzato francese, specializzato nella lotta libera.

## Biografia
Esordì con la nazionale ivoriana all'età di diciotto anni ai campionati africani del Cairo 1994, in cui ottenne il sesto posto in classifica nel torneo degli 82 kg. 
Due anni dopo, ai campionati africani di El Menzah 1996, si classificò settimo nella stessa categoria di peso. 
Fu vicecampione africano per due volte consecutive ai campionati del Casablanca 1997 e Il Cairo 1998 negli 85 kg. 
Partecipò ai Giochi panafricani di Johannesburg 1999, dove ottenne il sesto posto. Lo stesso anno esordì ai mondiali di Ankara, in cui fu nono.
Si laureò campione continentale a Tunisi 2000 e rappresentò la Costa d'Avorio ai Giochi olimpici estivi di Sydney 2000 nel torneo degli 85 kg, in cui riportò l'eliminazione nel girone di qualificazione, a seguito di tre sconfitte: contro l'iraniano Amir Reza Khadem, l'ungherese Gábor Kapuvári e il rumeno Nicolae Ghiță.
Nel settembre 2002 ottenne la cittadinanza francese e dal 2003 iniziò a competere per Francia. Ai mondiali di New York 2003 si classificò decimo.
Fece parte della spedizione francese all'Olimpiade di Atene 2004, in fu eliminato nel girone di qualificazione dopo due sconfitte contro il greco Lazaros Loizidis e il georgiano Revaz Mindorashvili nel torneo degli 84 kg.
Nel 2005 cambiò categoria di peso e passò ai 96 kg. Agli europei di Varna 2005 vinse la medaglia d'argento, perdendo in finale contro il georgiano Eldar Kurtanidze. Fu secondo anche ai XV Giochi del Mediterraneo di Almería 2005, in cui rimase sconfitto nell'incontro per il gradino più alto del podio contro il turco Hakan Koç. Ai mondiali di Budapest 2005 fu eliminato ai sedicesimi dall'uzbeko Oleg Kallagov.
Agli europei di Mosca ottenne il nono posto.
Nel 2007 concorse agli europei di Sofia in cui fu quindicesimo, mentre ai mondiali di Baku fu estromesso ai trentaduesimi dall'ucraino Vasyl Tesmynetskyi.
Agli europei di Tampere 2008 terminò tredicesimo. Rappresentò la Francia ai Giochi olimpici di Pechino 2008, dove venne eliminato agli ottavi del torneo dei 96 kg dall'azero Xetaq Qazyumov. Al termine dell'Olimpiade si ritirò dall'attività agonistica.

## Palmarès
| Anno                                   | Manifestazione          | Sede         | Evento | Risultato | Note |
| -------------------------------------- | ----------------------- | ------------ | ------ | --------- | ---- |
| In rappresentanza della Costa d'Avorio |                         |              |        |           |      |
| 1994                                   | Campionati africani     | Il Cairo     | 82 kg  | 6º        |      |
| 1996                                   | Campionati africani     | El-Menzah    | 82 kg  | 7º        |      |
| 1997                                   | Campionati africani     | Casablanca   | 85 kg  | Argento   |      |
| 1998                                   | Campionati africani     | Il Cairo     | 85 kg  | Argento   |      |
| 1999                                   | Giochi panafricani      | Johannesburg | 85 kg  | 6º        |      |
| 1999                                   | Mondiali                | Ankara       | 85 kg  | 9º        |      |
| 2000                                   | Campionati africani     | Tunisi       | 85 kg  | Oro       |      |
| 2000                                   | Giochi olimpici         | Sydney       | 85 kg  | 20º       |      |
| In rappresentanza della Francia        |                         |              |        |           |      |
| 2003                                   | Mondiali                | New York     | 84 kg  | 10º       |      |
| 2004                                   | Giochi olimpici         | Atene        | 84 kg  | 20º       |      |
| 2005                                   | Europei                 | Varna        | 96 kg  | Argento   |      |
| 2005                                   | Giochi del Mediterraneo | Almería      | 96 kg  | Argento   |      |
| 2005                                   | Mondiali                | Budapest     | 96 kg  | 22º       |      |
| 2006                                   | Europei                 | Mosca        | 96 kg  | 9º        |      |
| 2007                                   | Europei                 | Sofia        | 96 kg  | 15º       |      |
| 2007                                   | Mondiali                | Baku         | 96 kg  | 29º       |      |
| 2008                                   | Europei                 | Tampere      | 96 kg  | 13º       |      |
| 2008                                   | Giochi olimpici         | Pechino      | 96 kg  | 17º       |      |